# Rupcea, Burgas
Rupcea (în bulgară Рупча) este un sat în comuna Ruen, regiunea Burgas,  Bulgaria. 

## Demografie
Componența etnică a satului Rupcea
     Turci (50%)
     Nicio identificare (50%)
     Altele (0%)
La recensământul din 2011, populația satului Rupcea era de 418 locuitori. Nu există o etnie majoritară, locuitorii fiind  și turci (50%). Pentru 50% din locuitori nu este cunoscută apartenența etnică.